# Отношения Бразилии и ДР Конго
Отношения Бразилии и Демократической Республики Конго — двусторонние дипломатические отношения между Бразилией и Демократической Республикой Конго (ДР Конго). Государства являются членами Группы 24, Группы 77 и Организации Объединённых Наций.

## История
Во времена трансатлантической работорговли Португалия перевозила африканских рабов из Конго в Бразилию. В 1960 году ДР Конго (в то время известная как Заир) получила независимость от Бельгии. В 1968 году государства установили дипломатические отношения. В 1972 году Бразилия открыла посольство в Киншасе, а в 1974 году ДР Конго открыла посольство в Бразилиа. В 1987 году президент Заира Мобуту Сесе Секо посетил Бразилию с официальным визитом. Во время его визита было подписано Соглашение о совместном коммюнике.
В 1997 году Бразилия закрыла посольство в Киншасе, которое было вновь открыто в 2004 году. В 2005 году вице-президент ДР Конго Жан-Пьер Бемба посетил Бразилию с официальным визитом. В 2010 году Киншасу посетил министр иностранных дел Бразилии Селсу Аморим. Во время визита министр иностранных дел Бразилии объявил, что правительство его страны внесёт 1 миллион долларов США в механизмы возмещения ущерба и доступа к правосудию для жертв сексуального насилия в ДР Конго. В апреле 2013 года Организация Объединённых Наций назначила бразильского генерала Карлоса Альберто душ Сантуша Круза командующим Миссией Организации Объединённых Наций по стабилизации в Демократической Республике Конго (МООНСДРК).
В 2011 году 3-я сессия Смешанной комиссии Бразилия-ДР Конго состоялась в Бразилиа после 25-летнего перерыва с момента последней встречи. В рамках комиссии были возобновлены двусторонние партнёрства в таких областях, как агроэкология, семейные фермерские хозяйства, подготовка кадров, наука и техника.
В сентябре 2015 года министр иностранных дел Бразилии Мауро Виейра посетил Киншасу и встретился с президентом ДР Конго Жозефом Кабилой. Находясь в стране, министр иностранных дел Мауро Виейра посетил Гому и провёл рабочую встречу со специальным представителем Генерального секретаря ООН по ДР Конго, главой Миссии ООН по стабилизации в ДР Конго Мартином Коблером. Министр иностранных дел Мауро Виейра также встретился с бразильским генералом Карлосом Альберто душ Сантушем Крузом, командующим вооружёнными силами МООНСДРК.
В 2018 году бразильский генерал Элиас Мартинс Филью принял командование МООНСДРК.

## Двусторонние соглашения
Между государствами подписано несколько двусторонних соглашений, таких как: Соглашение об экономическом, торговом, техническом, научном и культурном сотрудничестве (1972 год); Торговое соглашение (1973 год); Соглашение о воздушных перевозках (1973 год); Соглашение о совместном коммюнике (1987 год); Меморандум о взаимопонимании между Институтом Риу-Бранко министерства иностранных дел Бразилии и Конголезской дипломатической академией Министерства иностранных дел (2011 год); Соглашение о реструктуризации суверенного долга (2017 год).

## Дипломатические представительства
- Бразилии имеет посольство в Киншасе[6].
- У ДР Конго есть посольство в Бразилиа[7].